# Brzozów (gmina)
Pour les articles homonymes, voir Brzozów.
Brzozów est une commune urbaine-rurale de la Voïvodie des Basses-Carpates et du powiat de Brzozów. Elle s'étend sur 103,2 km² et comptait 26.242 habitants en 2010. Son siège est la ville de Brzozów.

## Géographie
Les villages de la gmina sont Górki, Grabownica Starzeńska, Humniska, Stara Wieś, Turze Pole, Wola Górecka et Zmiennica.